# Anios
Anios (en grec antic Ἄνιος) va ser un fill d'Apol·lo que regnava a Delos en temps de la guerra de Troia. La seva mare es deia Reo (la Magrana), que per part del seu pare Estàfil (el Raïm) descendía de Dionís.
Quan Estàfil va veure que Reo estava embarassada, no es va creure que el pare fos el déu Apol·lo, i va fer tancar la jove en un cofre i llançar-la al mar, a la deriva. El cofre va anar a parar a les costes d'Eubea. Quan va néixer el nen, Apol·lo va portar la mare i el fill a l'illa sagrada de Delos, i li va donar la sobirania sobre l'illa. També li atorgà el do de la profecia.
Casat amb Dòripe, va tenir tres filles, Elais, Espermo i Eno, anomenades les "Vinyataires". Els seus noms recorden els de l'oli, el blat i el vi. Les tres noies havien rebut del seu besavi Dionís el poder de fer créixer de la terra aquells productes. El seu pare va oferir les seves habilitats als grecs quan marxaven cap a la guerra de Troia, ja que sabia que duraria deu anys. Els grecs es van negar a acollir les germanes, però més endavant, davant de la duració de la guerra, Agamèmnon va enviar Odiseu i Menelau a Delos a buscar-les, per tal de poder proveir l'exèrcit. Les noies hi van acudir de bon grat, però després se'n van cansar i van fugir. Els grecs les van perseguir fins a l'illa de Delos, on Dionís les va convertir en colomes. Per això a Delos està prohibit matar aquestes aus.
La llegenda d'Anios no es troba a la Ilíada. Només apareix al Cicle èpic, i es va escriure en època hel·lenística.